# Municipio de Genoa (Ohio)
El municipio de Genoa (en inglés: Genoa Township) es un municipio ubicado en el condado de Delaware en el estado estadounidense de Ohio. En el año 2010 tenía una población de 23 093 habitantes y una densidad poblacional de 415,42 personas por km².

## Geografía
El municipio de Genoa se encuentra ubicado en las coordenadas 40°10′25″N 82°53′53″O / 40.17361, -82.89806. Según la Oficina del Censo de los Estados Unidos, el municipio tiene una superficie total de 55.59 km², de la cual 45,72 km² corresponden a tierra firme y (17,76 %) 9,87 km² es agua.

## Demografía
Según el censo de 2010, había 23 093 personas residiendo en el municipio de Genoa. La densidad de población era de 415,42 hab./km². De los 23 093 habitantes, el municipio de Genoa estaba compuesto por el 89,3 % blancos, el 4,74 % eran afroamericanos, el 0,15 % eran amerindios, el 3,73 % eran asiáticos, el 0,45 % eran de otras razas y el 1,63 % eran de una mezcla de razas. Del total de la población el 1,76 % eran hispanos o latinos de cualquier raza.